# 목내선
목내선(睦來善, 1617년 ~ 1704년)은 조선의 문신이다. 본관은 사천(泗川). 자는 내지(來之), 호는 수옹(睡翁)·수헌(睡軒)이다. 벼슬은 좌의정과 우의정에 이르렀다.
성리학자이자 예학자이며 서예가로도 이름이 높았다. 남인 중진으로 송시열의 처벌을 두고 남인이 분당되었을 때는 스승이자 강경파인 청남의 영수 허목(許穆)과는 다르게 온건파인 탁남의 중진으로 활동하였다.

## 생애
조선의 성리학자 기묘명현(己卯名賢) 김식(金湜)과 고종사촌이자 문하생이던 현헌(玄軒) 목세칭(睦世秤)의 후손으로, 1617년 지중추부사를 지내고 의정부영의정에 추증된 목서흠(睦敍欽)의 아들로 어머니 권씨는 증 병조판서에 추증된 권탁(權晫)의 딸이다. 일찍이 이황과 정구의 학맥을 계승한 허목의 문하생이 되어 그로부터 글씨와 성리학 등을 배웠다. 여기서 그는 이담명, 이서우 등을 만나게 된다.
1646년(인조 24) 사마시에 합격하여 진사가 되고, 1650년(효종 1) 증광문과에 병과로 급제, 여러 벼슬을 거쳐 사헌부지평, 홍문관교리 등을 지낸뒤 장례원판결사 등을 역임하였다. 이후 스승 허목의 제자들이 남인 붕당에 가담하였으므로 그도 남인이 되었다. 1672년 청나라에 동지사(冬至使)가 파견될 때 동지부사(冬至副使)로 연경에 다녀왔다. 형조참의, 공조참의를 지내고 승지를 했으며 양주목사로 나가 민정을 다스렸다.
귀국 후 1674년의 2차 예송 논쟁에서 서인이 패하고 남인이 집권하자 의금부당상이 되었다가 발탁되어 1675년(숙종 1) 도승지, 이조참판을 거쳐 형조판서가 되고, 남인이 송시열의 처벌을 놓고 강온파가 나뉘었을 때는 온건파가 되어 허적 일파의 탁남에 가담하였다. 이듬해 사헌부대사헌을 거쳐 예조판서, 호조판서, 판의금부사, 의정부우참찬, 이조판서, 형조판서를 역임하였다. 이후 동지성균관사와 지경연사를 겸했다. 남인인 관계로 1680년 경신대출척 때 서인들의 탄핵을 받고 삭직되었다.
이때 탁남이었으나 허적 일파와는 가깝지 않은 관계로 목숨만 건지고 도성에서 쫓겨났다. 그 뒤 업무능력을 인정받아 서인 정권에서 특별히 발탁되어 한성부판윤, 형조판서, 의정부우참찬이 되고, 1689년 특별히 발탁되어 의정부우의정이 되었다. 동년 기사환국으로 남인들이 대거 조정에 재집권하게 되자, 남인을 대폭 중용하고 서인을 공격, 제거하는 데 앞장섰으며 의정부좌의정에 올랐다.
1694년 희빈 장씨 사건을 빌미로 남인이 몰락하는 갑술옥사가 일어나자 절도에 위리안치되었고, 1699년에 석방되어 전리(田里)에 되돌아왔다. 그 뒤 좌의정에 복직되었고 남인을 중용하는 정책을 폈으나 곧 물러났다. 이후 학문 연구와 후학 교육에 힘썼다. 글씨에 뛰어나 수많은 문인들이 그에게 찾아와 글을 배웠으며, 특히 해서(楷書)와 초서를 잘 썼다.

### 사후
1701년 무고의 옥으로 남인이 일망타진되면서 관작을 삭탈당했다가 1720년 관작이 복구되었다. 그러나 1728년 이인좌의 난으로 남인세력이 몰락하면서 다시 관작이 추탈된다. 그 뒤 1795년 조선 정조 때 남인이 집권하면서 허목, 윤휴, 허적, 이현일 등과 함께 복권되었다가 정조사후 1801년 다시 추탈당했다.
1873년(고종 10)에 가서 이현일, 윤휴, 한효순, 목내선, 정인홍, 정도전 등을 복권해야 된다는 신원 상소가 올려졌다. 이에 면암 최익현(崔益鉉)과 중암 김평묵(金平黙)은 말도 안되는 소리라며 강하게 반발하였다. 그러나 정도전, 이현일, 윤휴 등을 복권해야 된다는 상소가 계속되자 최익현과 김평묵은 이를 막기 위해 줄기차게 노력하였다.
1873년(고종 10)부터 1876년까지 최익현과 김평묵 등은 상소 등을 통해 "이현일, 한효순, 목내선 등의 신원을 요구한 사람들을 추율(追律, 반역죄)로 처단해야 하며, 남인(南人)인 윤휴(尹鑴) 이후로 우리 서인(노론)과 남인은 원수가 됐다. 만약 서양과의 조약이 성립된 후에 민암, 목내선, 이인좌, 정희량, 이현일의 후손들이 백성의 불인(不忍)한 마음을 이용하여 창을 들고 도성과 대궐을 침범한다면 올바른 선비들이 일망타진될 것이다"라고 주창하여 이들의 복권 여론을 끝까지 반대하여 무산시켰다. 그 뒤에도 최익현과 김평묵은 남인과 이인좌의 난 관련자들의 복권을 결사 반대하였다. 결국 김평묵과 최익현이 모두 죽은 뒤 1907년(융희 2년)에 가서야 윤휴, 이현일 등과 함께 복권된다.

## 가족 관계
- 증조부 : 목세칭(睦世秤, ? ~ 1551년)
  - 할아버지 : 목첨(睦詹, 1515년 ~ 1593년)
    - 아버지 : 목서흠(睦敍欽, 1571년 ~ 1652년)
    - 어머니 : 권탁(權晫)의 딸
      - 동생 : 목성선(睦性善)
      - 동생 : 목행선(睦行善)
      - 부인 : 윤창언(尹昌言)의 딸
        - 아들 : 목임일(睦林一)
        - 자부 : 우창적(禹昌績)의 딸
          - 손자 : 목천현(睦天顯)
          - 손자 : 목천임(睦天任)

## 목내선을 연기한 배우
- 김기진 - 1995년 장희빈, SBS 드라마
- 박상조 - 2002년 장희빈, SBS 드라마

## 같이 보기
- 예송
- 경신환국
- 기사환국
- 갑술환국
- 허목
- 윤휴
- 윤선도
- 이담명
- 이서우
- 권대운
- 권대재
- 허적
- 오시수